# Гэнэш
Гэнэш — река в России, протекает в Юсьвинском районе Пермского края. Устье реки находится в 17 км по правому берегу реки Исыл. Длина реки составляет 10 км.
Исток реки на Верхнекамской возвышенности в 20 км к северо-западу от посёлка Майкор. Река течёт на юг, всё течение проходит по ненаселённому лесу.

## Данные водного реестра
По данным государственного водного реестра России относится к Камскому бассейновому округу, водохозяйственный участок реки — Кама от города Березники до Камского гидроузла, без реки Косьва (от истока до Широковского гидроузла), Чусовая и Сылва, речной подбассейн реки — бассейны притоков Камы до впадения Белой. Речной бассейн реки — Кама.
Код объекта в государственном водном реестре — 10010100912111100008397.